# Australská hokejová reprezentace
Australská hokejová reprezentace je australský reprezentační tým ledního hokeje. V roce 2008 byl na 33. místě ve světovém žebříčku.
Většina australských reprezentantů jsou původem přistěhovalci z Kanady nebo jiných zemí, kde je lední hokej rozšířenějším sportem.
Austrálie hrála pouze jednou na zimních olympijských hrách: v roce 1960 podlehla Československu 1:18 a Spojeným státům americkým 1:12.
V roce 2008 zvítězila ve skupině B Divize II. a postoupila tak do Divize I. V následujícím roce však opět spadla do Divize II.
V roce 2011 hostila skupinu A Divize II, vyhrála všech pět utkání se skóre 27:6 a pro rok 2012 postoupila do divize I.

## Mistrovství světa v ledním hokeji
- divize D1
- divize D2
- Legenda: červené podbarvení - sestup, zelené podbarvení - postup, fialové podbarvení - reorganizace, změna skupiny či soutěže

| Rok          | Místo turnaje       | Umístění                         |
| ------------ | ------------------- | -------------------------------- |
| MS – 2001 D2 | Španělsko           | Bronzová medaile                 |
| MS – 2002 D2 | Jižní Afrika        | 4. místo                         |
| MS – 2003 D2 | Jižní Korea         | 4. místo                         |
| MS – 2004 D2 | Španělsko           | Bronzová medaile                 |
| MS – 2005 D2 | Chorvatsko          | Stříbrná medaile                 |
| MS – 2006 D2 | Nový Zéland         | Bronzová medaile                 |
| MS – 2007 D2 | Jižní Korea         | Stříbrná medaile                 |
| MS – 2008 D2 | Austrálie           | místo (postup)                   |
| MS – 2009 D1 | Litva               | 6. místo (sestup)                |
| MS – 2010 D2 | Mexiko              | Stříbrná medaile                 |
| MS – 2011 D2 | Austrálie           | místo (postup)                   |
| MS – 2012 D1 | Polsko              | 6. místo (sestup)                |
| MS – 2013 D2 | Chorvatsko          | 4. místo                         |
| MS – 2014 D2 | Srbsko              | 4. místo                         |
| MS – 2015 D2 | Island              | 6. místo                         |
| MS – 2016 D2 | Mexiko              | místo (postup)                   |
| MS – 2017 D2 | Rumunsko            | Stříbrná medaile                 |
| MS – 2018 D2 | Nizozemsko          | Stříbrná medaile                 |
| MS – 2019 D2 | Srbsko              | Bronzová medaile                 |
| MS – 2020 D2 | Chorvatsko a Island | Zrušeno kvůli pandemii covidu-19 |
| MS – 2021 D2 | Čína a Island       | Zrušeno kvůli pandemii covidu-19 |
| MS – 2022 D2 | Chorvatsko a Island | Odstoupení z turnaje             |
| MS – 2023 D2 | Španělsko a Turecko | 4. místo                         |
| MS – 2024 D2 | Srbsko              | 4. místo                         |
| MS – 2025 D2 | Austrálie           | 5. místo                         |